# 気分はグルービー
気分はグルービー（きぶんはグルービー）は、佐藤宏之の漫画作品。佐藤の連載デビュー作で、週刊少年チャンピオン（秋田書店）1981年52号から1984年22号にかけて連載された。
高校生が組んだバンド「ピテカントロプス・エレクトス」を描いた青春漫画。

## 登場人物
ピテカントロプス・エレクトス
ケンジ・ヒサコ・大将・奥田・稲村の5人で組んだ高校生バンド。
実力はS&Nコンテストで全国優勝するほどの腕前。
全員が煙草を吸っている。
ケンジ
本名・武藤憲二
ピテカンではドラム担当。
ヒサコに恋をしている。
最終的には、稲村と本間のおっちゃんとバンドを組んでいる(Feeling Groovie)。
母親からドラムを禁止されているが、親の反対を押し切ってドラムをやる。
ヒサコ
本名・友永寿子
ピテカンではキーボード担当。
ケンジとの恋は微妙。
大将
本名・松原明
ピテカンのリーダー兼ベース担当。
しっかりしているが、大学の受験当日のパンツに「必勝」と書いているなど、ちょっと変わっている面もある。
1歳下の妹の麻美は憲二と同じクラスに在籍している。
バンドと学業を両立させ，一浪をして早稲田に合格する。
奥田
本名・奥田隆
ピテカンではボーカル担当。
前期ではギターもやっていたが、途中からボーカルに専念している。
とにかく女が大好き。サングラスとひげがトレードマーク。
稲村
本名・稲村明人
ピテカンではギター担当。
目が隠れるほどの長い前髪が特徴。
本間のおっちゃんを世界1のブルースシンガーだと感じ、最後には一緒にバンドを組んでいる。
ギターはAria ProⅡやFender Japanなど、多種使用している。
イヴのマスター
ピテカンをかげでやさしく見守る、よき相談相手。

## 単行本
- 佐藤宏之『気分はグルービー』秋田書店〈少年チャンピオン・コミックス〉全13巻

1. 1982年7月20日発売、ISBN 4-253-03916-2
2. 1982年9月10日発売、ISBN 4-253-03917-0
3. 1982年11月5日発売、ISBN 4-253-03918-9
4. 1983年1月5日発売、ISBN 4-253-03919-7
5. 1983年3月1日発売、ISBN 4-253-03920-0
6. 1983年5月1日発売、ISBN 4-253-03921-9
7. 1983年6月30日発売、ISBN 4-253-03922-7
8. 1983年9月5日発売、ISBN 4-253-03923-5
9. 1983年10月30日発売、ISBN 4-253-03924-3
10. 1984年1月5日発売、ISBN 4-253-03925-1
11. 1984年3月15日発売、ISBN 4-253-03926-X
12. 1984年5月25日発売、ISBN 4-253-03927-8
13. 1984年12月1日発売、ISBN 4-253-03928-6